# Lucie Hein

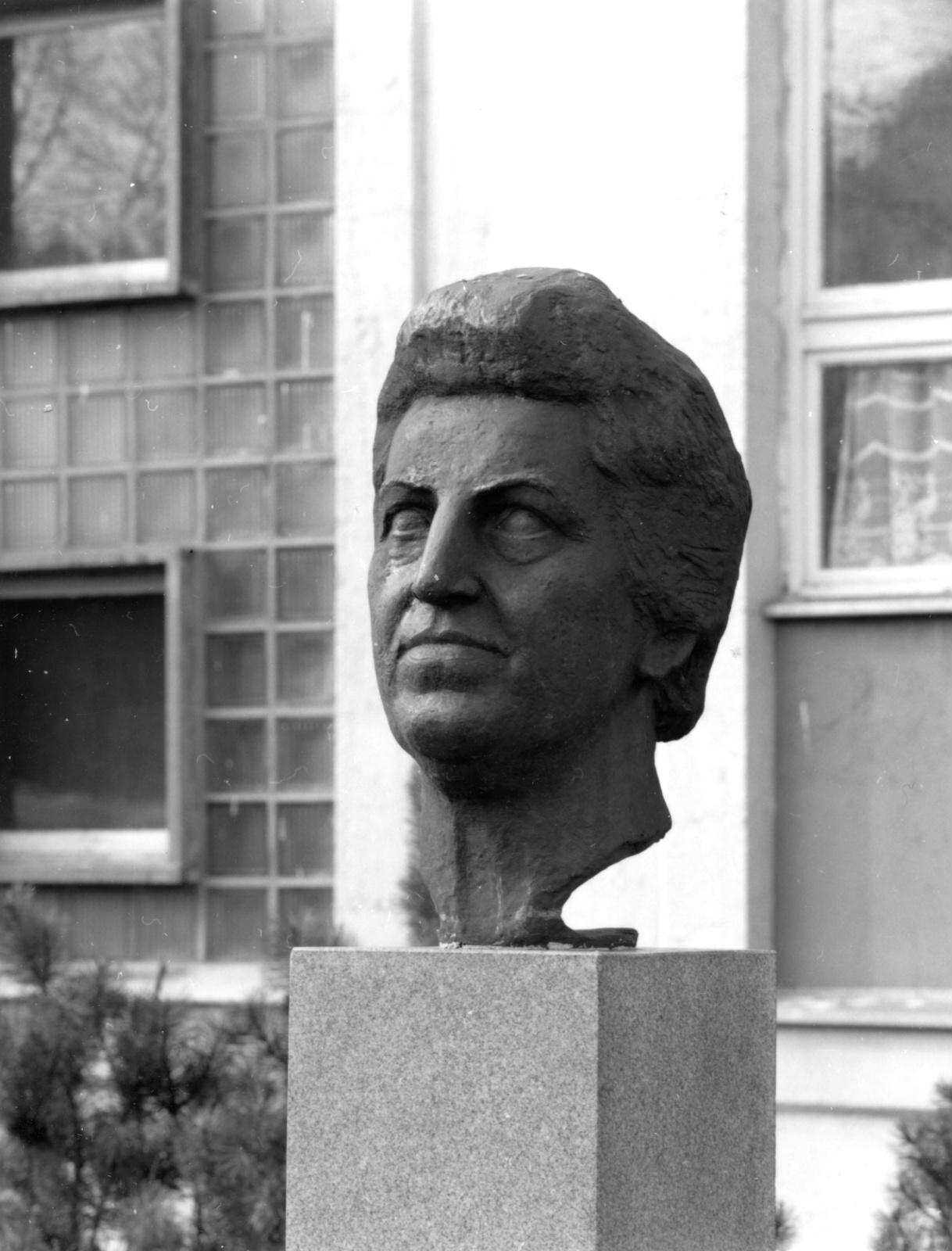
Porträtkopf Lucie Hein von Walter Kreisel vor der nach ihr benannten Schule in Frankfurt (Oder), Foto von 1994

Lucie Hein (auch Luzie, geborene Graedtke; * 25. September 1910 in Tasdorf, jetzt Rüdersdorf bei Berlin; † 15. September 1965 in Frankfurt (Oder)) war eine deutsche Politikerin (SED). Sie war von 1960 bis 1965 Oberbürgermeisterin von Frankfurt (Oder).

## Leben
Heins Vater war Werkmeister im Zementwerk Rüdersdorf und ihre Mutter Fabrikarbeiterin. Sie besuchte die Volksschule in Rüdersdorf und Petershagen und 1925 bis 1926 die kaufmännische Handelsschule in Berlin. Nach abgeschlossener Ausbildung zur Stenokontoristin war Hein ab 1926  als Stenotypistin bei der Firma Max Levy in Berlin und danach in verschiedenen Firmen in Petershagen und Berlin tätig. Von 1929 bis 1934 arbeitete die bei der Firma Zorn & Jacobi (Tütenfabrik und Papierhandel) in Berlin. Am 6. November 1934 heiratete sie den 1907 geborenen Räucherwarenhändler Walter Wilhelm Hein, in dessen Berliner Geschäft sie mitarbeitete. Ab 1941 war sie Hausfrau. Ihr Ehemann fiel im August 1944 an der Ostfront.
Hein war von 1945 bis 1952 als Sekretärin, Sachbearbeiterin und Personalleiterin beim Rat der Gemeinde Petershagen, beschäftigt. 1947 trat sie der Sozialistischen Einheitspartei Deutschlands (SED) bei. Sie wirkte von Februar 1951 bis 1953 als  Bürgermeisterin von Petershagen, Kreis Strausberg. Von März bis Juni 1951 besuchte Hein einen Lehrgang an der Kreisparteischule der SED in Wandlitz. Ab 1952 war sie politische Mitarbeiterin bzw. Instrukteurin der Abteilung Staatliche Organe bei der SED-Bezirksleitung Frankfurt (Oder). Nach einem Einjahreslehrgang an der Deutschen Akademie für Staats- und Rechtswissenschaft „Walter Ulbricht“ in Potsdam-Babelsberg von 1957 bis 1958 war sie von 1958 bis 1960 persönliche Mitarbeiterin des Ersten Sekretärs der SED-Bezirksleitung Frankfurt (Oder) Eduard Götzl, zuständig für Staatsfragen, Blockpolitik und Kirchenfragen. Vom 7. Juni 1960 bis zu ihrem Tode war sie Oberbürgermeisterin der Stadt Frankfurt (Oder).

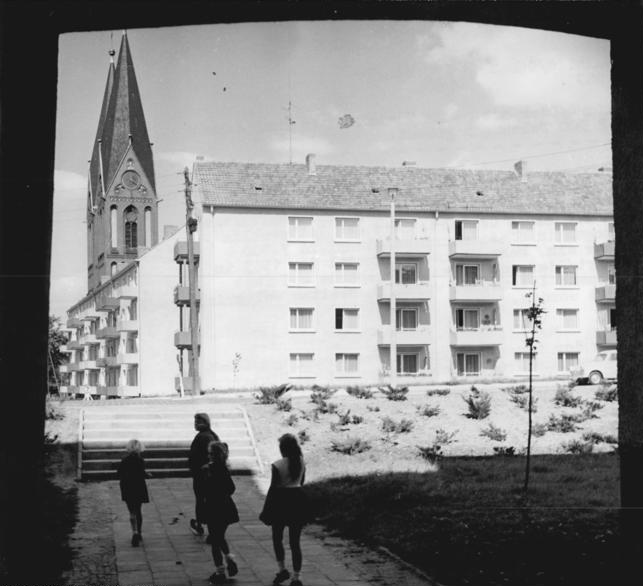
Neubauten in der Innenstadt: Durchgang zur Großen Scharrnstraße (im Hintergrund die Friedenskirche), September 1963

Während ihrer Amtszeit als Oberbürgermeisterin begann sich langsam das Gesicht Frankfurts im Sinne einer „sozialistischen Stadt“ zu verändern: Der Bau der Karl-Marx-Straße als Magistrale wurde fortgesetzt (bis 1968), Bau neuer Wohnblöcke in der Innenstadt sowie am Winzerring und am Baumschulenweg (1960–1964), Sprengung des alten Universitätsgebäudes wegen geplanter Neubauten (1962), Beginn des Baus des Hotels „Stadt Frankfurt“ sowie die Errichtung des Halbleiterwerks in Markendorf (Richtfest der ersten Halle im April 1960).
Lucie Hein starb nach schwerer Krankheit im Alter von 54 Jahren.

## Auszeichnungen und Ehrungen
- Verdienstmedaille der DDR (1959)
- Vaterländischer Verdienstorden in Bronze (1960)[4]
- Erinnerungsmedaille 20. Jahrestag der Bodenreform – demokratische Bodenreform (1965)
- Ehrennadel des Demokratischen Frauenbundes Deutschlands in Gold
- in Petershagen trägt ein Alten- und Pflegeheim ihren Namen.
- in Frankfurt (Oder) war die 10. Polytechnische Oberschule (heute: Grundschule Mitte) nach Lucie Hein benannt.
- vor dem Gebäude der 10. Polytechnischen Oberschule in Frankfurt (Oder) stand eine von Walter Kreisel geschaffene Büste Lucie Heins.